# Hernán Galíndez
Hernán Ismael Galíndez (Rosário, 30 de março de 1987) é um futebolista equatoriano que atua como goleiro. Atualmente joga pelo Huracán.

## Carreira
Nascido na Argentina, ele representa a seleção do Equador. Quando criança, Galíndez estava com o clube Estrella Juniors e enfrentou Lionel Messi em um campeonato juvenil. Em seguida, ele se juntou à equipe juvenil do Rosario Central.
Em 2012, ingressou no Rangers de Talca, mas só participou da pré-temporada até ser emprestado ao Universidad Católica na Série B do Equador, após uma breve passagem pela Universidad de Chile, voltou ao Equador e ingressou no Aucas.
Foi convocado para a seleção do Equador para a Copa América de 2021 e fez sua estreia no dia 23 de junho de 2021, em jogo contra o Peru.

## Títulos
Universidad Católica
- Série B do Equador (1): 2012

Aucas
- Campeonato Equatoriano de Futebol: 2022